# بيتموجي
البيتموجي هو ايموجي خاص لك في برنامج سناب يمكنك تستخدم البيتموجي في الدردشة أو الصور و ايضاً العدسات

## تاريخ
تم تطوير Bitstrips بالاشتراك مع الفنان الكوميدي المقيم في تورونتو جاكوب بلاكستوك وصديقه في المدرسة الثانوية الصحفي جيسي براون .  تم تصور الخدمة في الأصل كوسيلة للسماح لأي شخص بإنشاء شريط فكاهي خاص به دون الحاجة إلى مهارات فنية. وأوضح براون أنه "من الصعب جدًا ويستغرق وقتًا طويلاً رواية قصة في شكل كتاب هزلي، ورسم نفس الشخصيات مرارًا وتكرارًا في هذه اللوحات الصغيرة، مع مقدار المهارة الحرفية المطلوبة. وحتى لو كنت تستطيع القيام بذلك بشكل جيد، وهو الأمر الذي لم أستطع فعله أبدًا، يستغرق الأمر سنوات لتأليف قصة". صرح  أن الخدمة ستكون "الأساس لطريقة جديدة تمامًا للتواصل"، وذهب إلى حد وصف الخدمة بأنها " موقع YouTube للقصص المصورة".  أوضح بلاكستوك أن مفهوم Bitstrips تأثر باستخدامه للرسوم الهزلية كشكل من أشكال التنشئة الاجتماعية. قام الطالب بلاكستوك وأصدقاؤه برسم رسوم كاريكاتورية تظهر بعضهم البعض وشاركوها أثناء الفصول الدراسية. لقد شعر أن Bitstrips كانت "وسيلة للتعبير عن الذات"، مشيرًا إلى أن "الأمر لا يتعلق فقط بصنع القصص المصورة، ولكن بما أنك أنت وأصدقاؤك تلعبون دور البطولة في هذه القصص المصورة، يبدو الأمر كما لو كنت الوسيط. الطبيعة المرئية للقصص المصورة يتحدث بصوت أعلى بكثير من النص." 